# Alabes brevis
Alabes brevis (лат.) — вид лучепёрых рыб семейства присосковых (Gobiesocidae). Мелкие морские рыбы, эндемики прибрежных вод Австралии.

## Описание
Тело длинное, цилиндрической формы, без чешуи, покрыто слизью. Тело без видимого горба, хотя у половозрелых самок может быть виден небольшой изгиб. Голова относительно большая, её длина укладывается 6,7—8,4 раза в длине тела. На голове имеются две заглазничные поры  боковой линии. Рот маленький. Глаза маленькие с выраженной светлой роговицей. Единственное поперечное жаберное отверстие расположено на нижней стороне головы, его длина примерно равна диаметру глаза. Боковая линия слабо выражена, состоит из мелких открытых пор и микроскопических сосочков на голове. Хвостовой плавник с 9—10 лучами, соединён со спинным и анальным плавниками. В длинных спинном и анальном плавниках нет лучей. Грудные плавники отсутствуют. Брюшные плавники рудиментарные, расположены сразу за жаберным отверстием. Позвонков 60—61.
Голова и тело зеленоватого цвета. По голове разбросаны тёмные полосы, что придаёт рыбам «тигровую окраску».
Максимальная стандартная длина тела 3,6 см.

## Ареал и места обитания
Обнаружены только у юго-западного побережья Австралии. Распространены от города Албани до острова Роттнест. Обитают в прибрежных водах на глубине от 0 до 10 м в зарослях морской травы.